# XXXXVIII. Armeekorps
XXXXVIII. Armeekorps var en tysk armékår under andra världskriget. Kåren sattes upp den 20 juni 1940, ombildades till XXXXVIII. Panzerkorps den 21 juni 1942.

## Operation Barbarossa
Deltog i invasionen av Sovjetunionen som en del av Panzergruppe 1.

### Organisation
Armékårens organisation den 22 juni 1941:
- 57. Infanterie-Division
- 11. Panzer-Division

## slaget om Moskva

### Organisation
Armékårens organisation den 2 oktober 1941:
- 9. Panzer-Division

## Befälhavare
Kårens befälhavare:
- General der Panzertruppen Werner Kempf  6 januari 1941–31 januari 1942
- General der Panzertruppen Rudolf Veiel  19 februari 1942–5 maj 1942